# Ortopedia para animais de estimação
Órtese para animais de estimação refere-se ao campo da saúde animal envolvido na concepção, desenvolvimento, montagem e fabricação de órteses. As órteses, às vezes chamadas de chaves ou talas, são dispositivos que suportam ou corrigem deformidades músculo-esqueléticas bem como anormalidades do corpo.
Animais que poderiam se beneficiar do uso de uma órtese comumente tem uma lesão em um dos membros inferiores ou pata, como uma fratura, meniscos lesionados, ruptura do tendão de Aquiles, ou lesão no ligamento cruzado (ACL ou CCL). Eles também podem ter problemas ortopédicos devido à artrite, lesões na medula espinhal, ou uma anomalia congênita. Animais que têm usado órteses e até mesmo próteses incluem cães, gatos, cavalos, lhamas, ou até mesmo um orangotango. Cada animal possui uma condição única e deve ser avaliado por um veterinário.
Órteses podem diminuir a dor e aumentar a estabilidade em uma articulação instável, bem como prevenir a progressão potencial ou desenvolvimento de uma deformidade ou contratura. Uma órtese irá prevenir, controlar ou mesmo ajudar o movimento de uma articulação, dependendo de como ela é feita. Uma órtose pode ser feita para uso de curto prazo durante um período de cura pós-operatório, por exemplo, ou para uso crônico de longo prazo. Elas podem fornecer uma boa qualidade de vida para um animal que de outra forma teria que ser eutanasiado.
Com algumas exceções, as órteses para animais são feitas sob medida a partir de um modelo. Estes são normalmente feitos a partir de material leve de plástico ou fibra de carbono com um forro confortável interno e velcro para mantê-los no lugar. Eles podem ter articulações sólidas ou articuladas. O custo irá variar conforme a complexidade do caso e material utilizado.